# 수릉 (조선)
수릉(綏陵)은 조선 제 23대 왕 순조의 세자 효명세자(후 익종, 문조로 추존)와 비 신정왕후 조씨의 능이다. 동구릉의 하나로, 1970년 5월 26일 사적 제 193호로 지정되어 있으며, 대한민국 경기도 구리시 인창동에 위치하고 있다.

## 개요
효명세자는 1809년 9월 18일 순조와 순원왕후의 장자로 태어났다. 1812년 왕세자에 책봉되었으며, 1819년 음력 10월에 세자빈(신정왕후)과 가례를 올렸다. 1827년에는 아버지 순조의 명에 따라 대리청정을 하며, 안동 김씨의 세도 정치를 견제하고 처가인 풍양 조씨의 인물을 중용하였으나 4년 만인 1830년에 서거하였다. 순조의 뒤를 이어 헌종이 왕으로 즉위한 뒤 《익종》(翼宗)으로 추존하였으며, 1899년 고종에 의해 문조익황제(文祖翼皇帝)로 재추존 되었다.
신정왕후 조씨는 1808년 풍은부원군(豊恩府院君) 조만영의 딸로 태어나, 1819년 효명세자와 가례를 올리고 세자빈이 되었다. 그러나 1830년에 남편인 효명세자가 승하하였고, 1834년에 순조가 승하하고 아들 헌종(憲宗)이 왕위에 오르자 왕대비(王大妃)가 되었다. 1890년 음력 4월 17일, 83세의 나이로 경복궁 흥복전에서 승하하여 경기도 구리시 동구릉 내에 남편 익종과 합장되게 된다. 그래서 수릉은 단릉이 아니라 합장릉이다.
순조 30년 1830년 5월 6일 효명세자가 승하하자 그해 8월 4일 경기도 양주군 천장산, 후일의 서울특별시 성북구 석관동 의릉 왼쪽 언덕, 천장산(天藏山)에 세자의 무덤형식인 원(園)으로 능을 조영하고, 《연경묘 (延慶墓)》라고 하였다. 그 후 아들 헌종이 1835년 즉위하여 익종으로 추존하고 능의 이름을 수릉이라고 하였다. 헌종 13년 1846년 풍수상 불길하다는 의논이 제기되어 천장하기로 하고, 현궁을 발굴하여 정자각에 봉안하고, 그 해 5월 19일에 발인하여, 20일에 양주 용마산 아래로 천장하였다. 철종 6년 1855년 8월에 다시 능을 발굴하여 건원릉 좌측 언덕으로 천장하였다. 그래서 현재의 수릉은 1890년 8월 30일에 조성한 것이다. 고종 27년 1890년에는 83세로 승하한 신정왕후를 수릉에 합장하여 모셨다.

## 같이 보기
- 조선
- 동구릉